# Libnotes (Metalibnotes) persetosa
Libnotes (Metalibnotes) persetosa is een tweevleugelige uit de familie steltmuggen (Limoniidae). De soort komt voor in het Australaziatisch gebied.